# Islas Tanimbar

Las islas Tanimbar (también llamadas Timor Laut) es un grupo de 66 islas pertenecientes a Indonesia, dentro de la provincia de las Molucas, que están localizadas entre el mar de Arafura y el mar de Banda (océano Pacífico).
De 5.500 km² y unos 60.000 habitantes, se encuentran entre Timor y Nueva Guinea. La isla principal es Jamdena (o Yamdena), de 2900 km², donde se encuentra Saumlaki, la localidad más importante; además de las islas de Selaru y Larat. En ellas se cultivan maíz, arroz, batata, mango y papaya. También hay pesca de nácar y trepang.

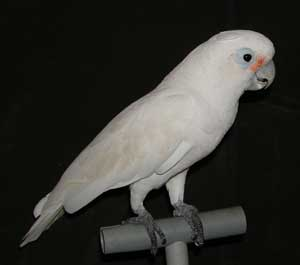
Cacatúa de Tanimbar.

Como el resto de islas orientales indonesias, las islas Tanimbar pertenecen al área de la Línea de Wallace (Wallacea), de gran interés científico por su rica biodiversidad, al ser islas ubicadas entre el Sudeste asiático y Oceanía. Se encuentran especies como la rara cacatúa de Tanimbar (Cacatua goffini), la Lechuza de Campanario de Tanimbar (Tyto sororcula) o el Tiliqua Scincoides chimaerea.
- Datos: Q913624
- Multimedia: Tanimbar Islands / Q913624